# Howard Davies (Ökonom)

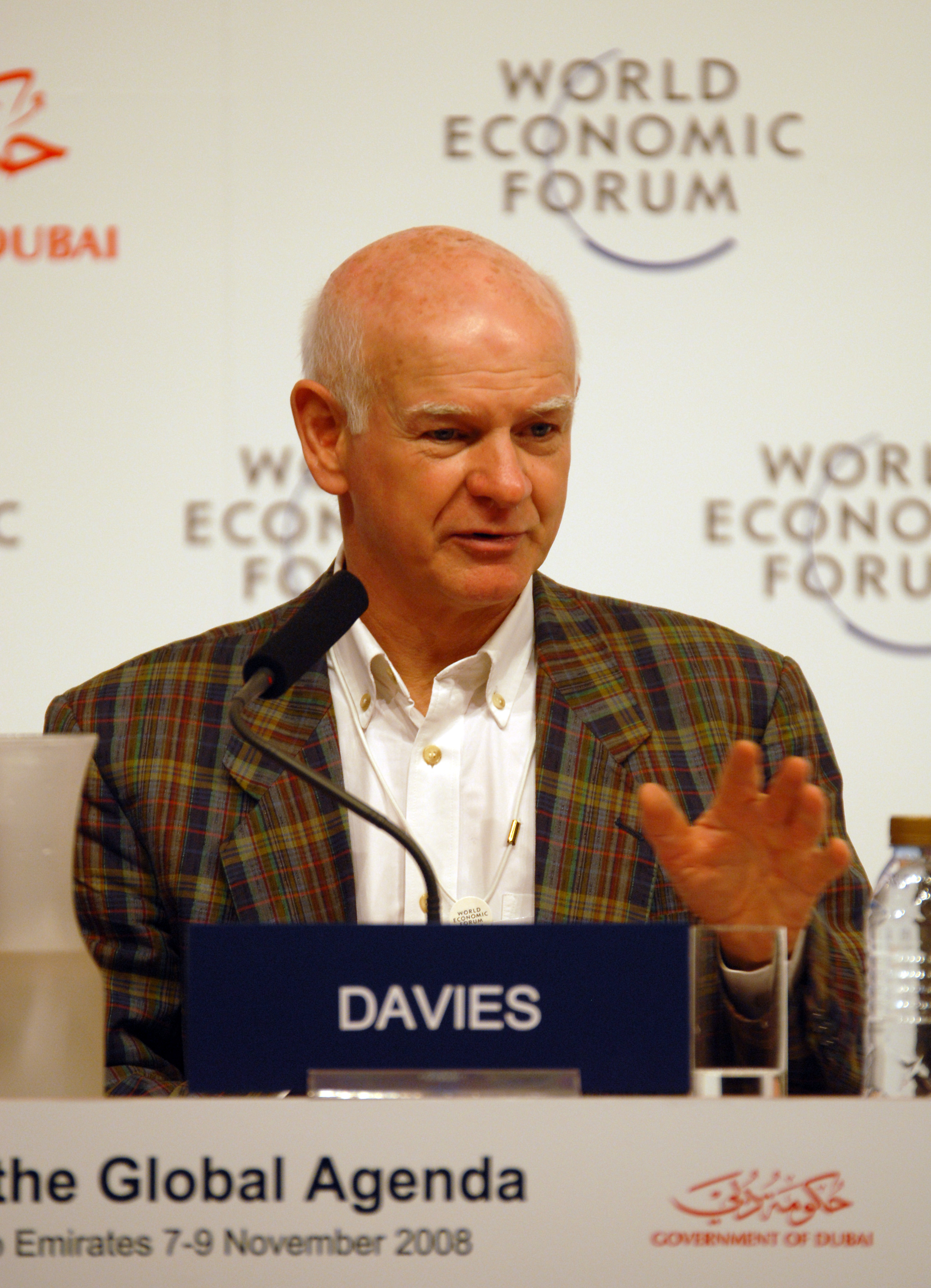
Sir Howard Davies

Sir Howard Davies (* 1951) ist ein britischer Historiker und Betriebswirt und gegenwärtig Professor am Institut d’études politiques de Paris. Von 2003 bis 2011 war er Direktor der London School of Economics and Political Science.

## Werdegang
Davies studierte Geschichte und Fremdsprachen am Merton College der Universität Oxford. Anschließend erwarb er zusätzlich den Grad eines Master of Science in Betriebswirtschaft von der Graduate School of Business der Universität Stanford. Nach einer Anstellung als Privatsekretär des britischen Botschafters in Paris arbeitete er von 1982 bis 1987 für das Londoner Büro der Unternehmensberatung McKinsey. Es folgten Tätigkeiten in der britischen Audit Commission (vergleichbar mit dem deutschen Bundesrechnungshof), in der britischen Arbeitgebervereinigung und schließlich, als stellvertretender Direktor, in der Bank von England. Vor seiner Berufung zum Direktor der renommierten London School of Economics, was der Stellung eines Universitätspräsidenten entspricht, hatte er den Vorsitz der britischen Finanzmarktaufsicht (Financial Services Authority) inne.

## Direktor der LSE
Mit Davies’ Amtsantritt im Jahre 2003 an der LSE trat ein Finanzier und Bankier in die Fußstapfen von so populären Vorgängern wie Anthony Giddens und Ralf Dahrendorf, die beide selbst Wissenschaftler sind. Insofern erschien die Wahl der zuständigen Kommission überraschend, aber sie reflektiert die Hinwendung der LSE und ihrer Absolventen zur Londoner City. Der Berufung war eine lange Suche nach einem geeigneten Nachfolger für Giddens vorausgegangen, in deren Verlauf Mary Robinson ein Angebot abgelehnt hatte. Die ersten Monate seiner Amtszeit nutzte Davies, um die bauliche Umgestaltung des Campus voranzutreiben.
Am 3. März 2011 reichte er sein Rücktrittsgesuch als Direktor der LSE im Zusammenhang mit finanziellen Zuwendungen seitens der libyschen Gaddafi-Familie an die LSE ein. Nachdem zunächst die Geographin Judith Rees übergangsweise die Nachfolge Davies’ übernahm, wird der Direktorenposten seit September 2012 regulär vom US-amerikanischen Soziologen Craig Calhoun bekleidet.

## Ehrungen
Seitdem Davies 2000 zum Knight Bachelor geschlagen worden ist, darf er den Titel „Sir“ führen. Sein früheres College in Oxford hat ihm 2004 ein Fellowship ehrenhalber verliehen.